# Andrei Popov
Andrei Popov (n. 24 ianuarie 1973) este un diplomat, jurnalist și activist civic  din Republica Moldova, Președintele Institutului pentru Inițiative Strategice (IPIS) și co-autorul emisiunii săptămânale Boțan+Popov. Este fost ambasador al Republicii Moldova în Austria prin cumul și în Slovacia (2013-2016), fost viceministru de Externe (2009-2013) și fost deputat în Parlamentul Republicii Moldova. Este fiul fostului ministru de externe al Republicii Moldova Mihai Popov (1994-1997).

## Biografie
În 1994 a absolvit facultatea de jurnalism la Universitatea București, iar în 1996 facultatea de relații internaționale la Școala Națională de Studii Politice și Administrative (SNSPA) din București. În 2003 a susținut masteratul în securitate internațională la Centrul pentru politică de securitate din Geneva (GCSP). 
Și-a început activitatea profesională în 1996 în calitate de consilier de presă la Reprezentanța ONU/Programul Națiunilor Unite pentru Dezvoltare în Moldova
În perioada 1997 - 2001 a fost secretar I la ambasada Republicii Moldova din SUA, iar în 2001 - 2004 a activat în calitate de șef al direcției Securitate Internațională la Ministerul Afacerilor Externe, de unde demisionat în 2004. În perioada 2004 - 2009 a activat în calitate de director executiv al Asociației de Politică Externă. În 2009 aderă la Partidul Democrat din Moldova, fiind ales deputat în Parlamentul Republicii Moldova.
Din noiembrie 2009 până în august 2013 a deținut funcția de viceministru al afacerilor externe al Republicii Moldova responsabil de cooperarea bilaterală și organizațiile internaționale. În august 2013 a fost numit ambasador al Republicii Moldova în Austria și prin cumul în Republica Slovacă.
Nemulțumit de demiterea guvernului Streleț, de faptul că deciziile-cheie în PDM se i-au în interesul unui grup îngust fără consultarea și aprobarea organelor statutare, precum și de înaintarea lui Vladimir Plahotniuc la funcția de premier, în ianuarie 2016 Andrei Popov și-a prezentat demisia din Consiliul Politic Național al Partidului Democrat, din care făcea partea din iunie 2009, rămânând în continuare membru de partid.
Pe 15 martie 2016, el a organizat o conferință de presă la care a anunțat că demisionează din funcția de ambasador și din PDM, explicând că nu dorește să facă parte dintr-un partid și un sistem care deservește interesele corporative, uzurpează puterea și nu investighează furtul miliardului.
La revenirea în Moldova, Popov lansează emisiunea de autor "Diplomația Populară", iar din iunie 2017 este moderatorul talk-show-ului săptămânal de analiză politică "Boțan și Popov". De asemenea, din decembrie 2016, el este președintele Institutului pentru Inițiative Strategice (IPIS). 
Vorbește limbile română (maternă), rusă și engleză. 
Are grad de ambasador extraordinar și plenipotențiar. 